# Hemipterodes divaricata
Hemipterodes divaricata là một loài bướm đêm trong họ Geometridae.